# Dawa Co
Dawa Co (kinesiska: Dawa Cuo, 达瓦错) är en sjö i Kina. Den ligger i den autonoma regionen Tibet, i den sydvästra delen av landet, omkring 610 kilometer väster om regionhuvudstaden Lhasa. Dawa Co ligger 4 623 meter över havet. Arean är 107 kvadratkilometer. Trakten runt Dawa Co består i huvudsak av gräsmarker. Den sträcker sig 11,5 kilometer i nord-sydlig riktning, och 15,6 kilometer i öst-västlig riktning.
Genomsnittlig årsnederbörd är 609 millimeter. Den regnigaste månaden är juli, med i genomsnitt 133 mm nederbörd, och den torraste är december, med 13 mm nederbörd.